# Dekanat widawski
Dekanat widawski – dekanat leżący w południowo-zachodniej części archidiecezji łódzkiej. Zamieszkuje go około 16,3 tys. wiernych.
Dziekanem jest ks. Jarosław Leśniak, proboszcz parafii Podwyższenia Krzyża Świętego w Widawie. Funkcję wicedziekana pełni proboszcz parafii Wniebowzięcia Najświętszej Maryi Panny w Marzeninie, ks. Jerzy Dominowski.
W skład dekanatu wchodzi 7 parafii:
- Parafia Świętego Jana Chrzciciela w Brzykowie
- Parafia Świętego Wacława Męczennika w Grabnie
- Parafia Wniebowzięcia Najświętszej Maryi Panny w Marzeninie
- Parafia Świętej Marii Magdaleny Pokutnicy i Świętego Klemensa I Rzymskiego w Sędziejowicach
- Parafia Świętej Urszuli Dziewicy i Męczennicy i Jedenastu Tysięcy Dziewic w Strońsku
- Parafia Podwyższenia Krzyża Świętego w Widawie
- Parafia Świętego Rocha w Woli Wiązowej